# Omalodes consanguineus
Omalodes consanguineus är en skalbaggsart som beskrevs av Sylvain Auguste de Marseul 1853. Omalodes consanguineus ingår i släktet Omalodes och familjen stumpbaggar. Inga underarter finns listade i Catalogue of Life.